# Clidemia foreroi
Clidemia foreroi är en tvåhjärtbladig växtart som beskrevs av John Julius Wurdack. Clidemia foreroi ingår i släktet Clidemia och familjen Melastomataceae.
Artens utbredningsområde är Colombia. Inga underarter finns listade i Catalogue of Life.